# Sam Pai Mah
Sam Pai Mah is een bestuurslaag in het regentschap Aceh Timur van de provincie Atjeh, Indonesië. Sam Pai Mah telt 284 inwoners (volkstelling 2010).